# Koenigsegg CC
Koenigsegg CC je prototip sportskog automobila švedskog proizvođača automobila Koenigsegg.
Tijekom 1994. tvrtka Koeningsegg željela je napraviti sportski model automobila koji bi nadmašio standarde koje je postavio autmobil McLaren F1.
Uzori za dizajn su bili modeli Ferrari F40 i McLaren F1.
Model je koristio motor tvrtke Audi 4.2 literni V8.
Automobil je postao osnova za nastanak proizvodnog modela Koenigsegg CC8S.
Tijekom razvoja od 1994. do 2000. proizvedena su 3 funkcionalna prototipa.